# Mercury-Atlas 4
Mercury-Atlas 4 (MA-4) est une mission spatiale non-habitée de la NASA du programme Mercury.
Réalisé le 13 septembre 1961, le lanceur Atlas D lancé depuis la base de lancement de Cap Canaveral, met la capsule Mercury en orbite. Ce vol emporte un simulateur équipée de capteurs qui simule un être humain, dans le but de préparer un vol habité. La capsule Mercury amerrit dans l'océan Atlantique après une orbite et est récupérée par le destroyer USS Decatur. 

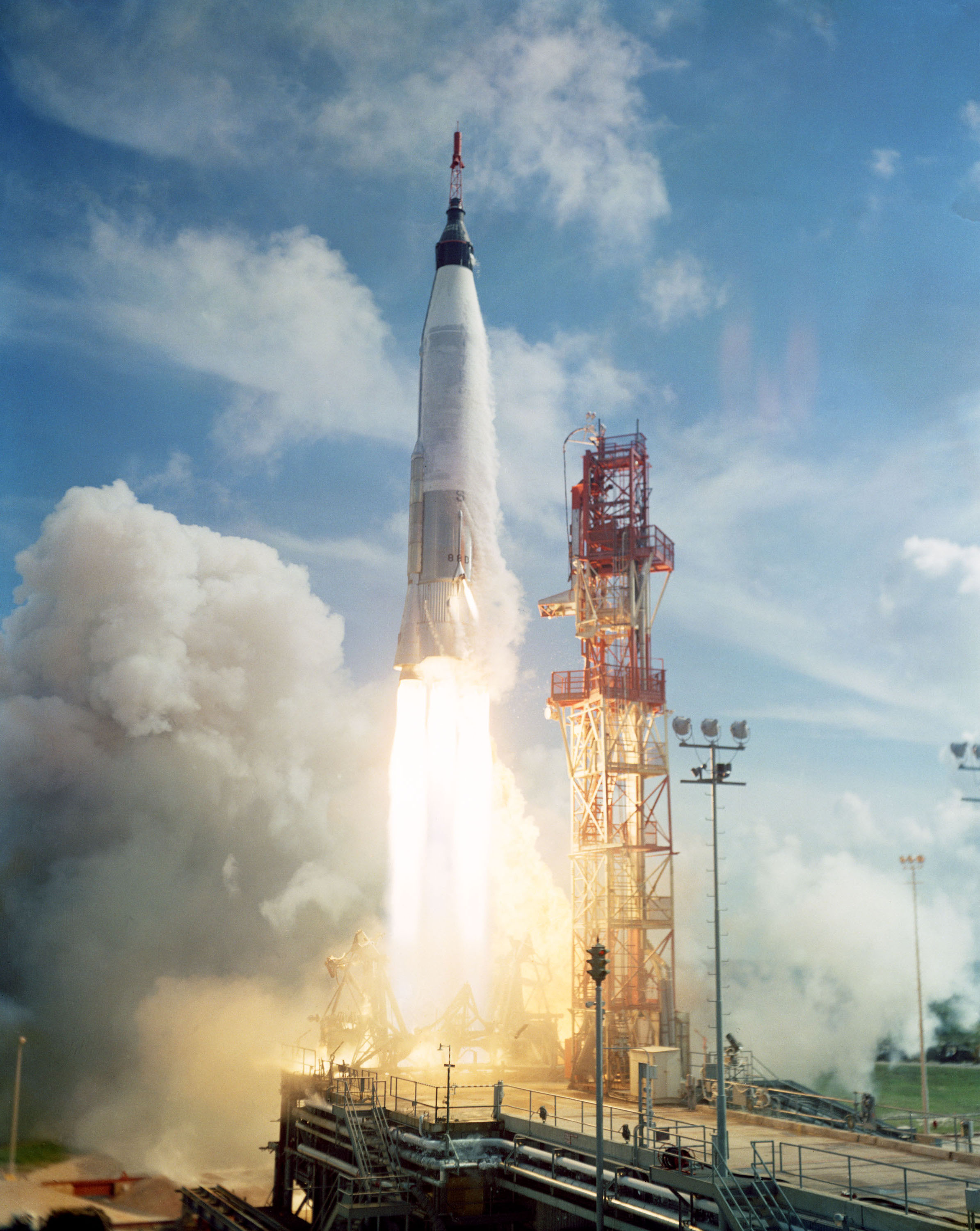
Le lancement de la mission Mercury-Atlas 4.